# Drusus caucasicus
Drusus caucasicus är en nattsländeart som beskrevs av Georg Ulmer 1907. Drusus caucasicus ingår i släktet Drusus och familjen husmasknattsländor. Inga underarter finns listade i Catalogue of Life.